# Жан I де ла Рош
Жан I де Ла Рош (фр. Jean I de la Roche; ? — 1280) — герцог Афинский в 1263—1280 годах. Являлся старшим сыном герцога Ги I де Ла Рош-сюр-Йон и Агнессы де Брюер. В 1263 году он наследовал отцу как герцог Афин.

## Биография
Жан получил от своих родителей хорошее образование и, владея греческим языком, читал Геродота в подлиннике. К тому же он обладал всеми рыцарскими добродетелями и был весьма храбр. Однако Жан всю жизнь страдал от жестокой подагры, и поэтому никогда не женился.
Согласно договору в Витербо от 1267 года, ахейский князь Гильом II признал себя вассалом неаполитанского короля Карла I Анжуйского. Поскольку Жан владел Аргосом и Навплионом, входившими в состав Ахейского княжества, он формально был вассалом Карла, но отказался признать это на деле, не предоставив королю военную помощь по его требованию.
В 1275 году в Фивы прибыл свергнутый фессалийский князь Иоанн I Дука. Его столицей — Неопатросом - завладел император Михаил VIII Палеолог, и Иоанну с трудом удалось бежать из осажденного города. Князь в одиночестве преодолел расстояние, отделявшее Неопатрос от Фив, за три дня. Жан милостиво принял беглеца и обещал ему помощь против византийского императора. Государи договорились о браке Гильома Ла Рош-сюр-Йон, брата Жана и Елены Ангелины, дочери Иоанна. Тогда Иоанн получил от будущего зятя 300 афинских всадников, и оба они отправились против армии Михаила, расквартированной у Неопатроса.
Увидев с высоты холма византийский лагерь, Жан I процитировал фразу из Геродота, которую тот сказал о битве при Фермопилах: «Хотя кажется, велико их число, но здесь только несколько настоящих мужчин». Армия Палеолога, ослабленная предыдущими сражениями, состояла из людей разных национальностей, а потому не была сплоченной. Организованное сражение, которые латинские рыцари дали византийцам, разметало войско императора, и Иоанн Дука с Жаном одержали победу. Иоанн смог вернуть себе свою столицу.
Год спустя в союзе с Жильбером ди Верона Жан I отправился на помощь осажденному Михаилом Палеологом Негропонту, которым правило несколько венецианских родов. После высадки на остров он проиграл битву при Ватонде из-за предательства Ликарио, и был ранен стрелой и упал с лошади. Герцог Афинский и Жильбер ди Верона были взяты в плен и отвезены в Константинополь, где предстали перед Михаилом VIII. Герцог понравился императору, и он обходился с ним хорошо. Он даже предложил ему руку своей дочери, но Жан отверг это предложение. Только после выплаты выкупа в 30000 солидов, и договора о вечном мире между герцогством и империей Жан получил свободу и смог вернуться в Афины в 1278 году.
В 1279 году Жан устроил свадьбу своей сестры Изабеллы с Гуго де Бриенном, сыном Готье IV Бриенна и кипрской принцессы Марии Лузиньян. Герцог умер в 1280, и ему наследовал младший брат Гильом.